# イラワラ
イラワラ地域（イラワラちいき、英: Illawarra Region）は、オーストラリア・ニューサウスウェールズ州の地域名。シドニーの真南、サウス・コースト地域の北側に位置する。西側は、イラワラ断崖（en）と呼ばれる断崖が迫る。東側は、太平洋に面している。通常、シティ・オブ・ウロンゴンを中心とするウロンゴン都市圏と重複している地域である。

## 概要

### 地名の由来
「Illawarra」とは、アボリジニの言葉で、「5つの島」を意味する。

## 地理

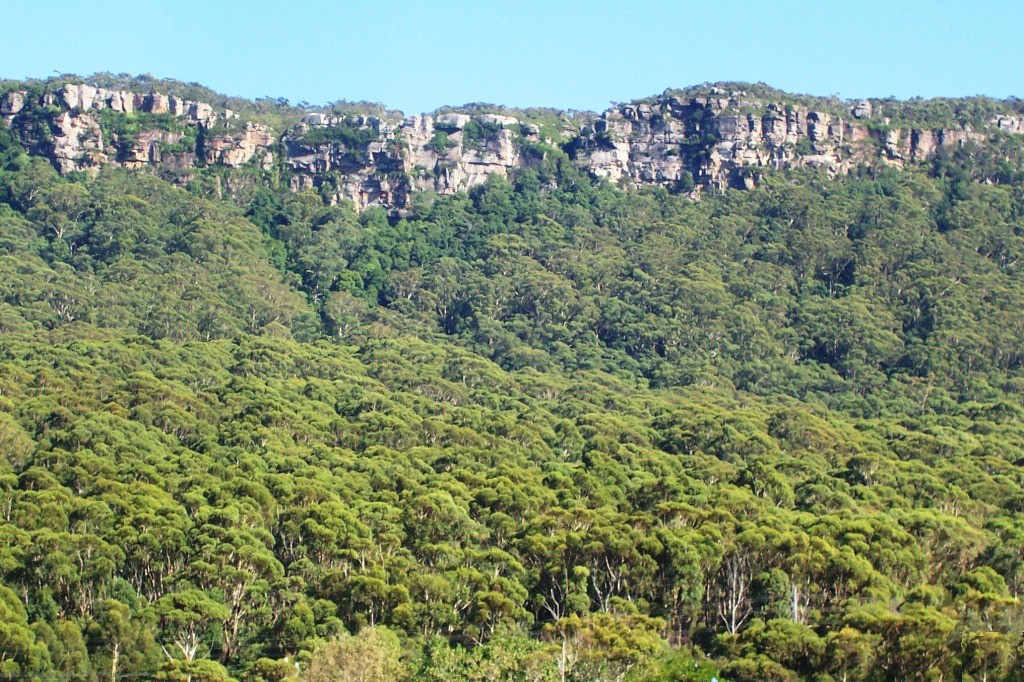
イラワラ断崖

### 地形
この地域の平野部は、北部は狭く、南にいくにつれ広がる地形である。
地域の北部には、ロイヤル・ナショナル・パーク（en）が広がる。
地域の中央部には、イラワラ湖がある。

### 地域

#### 地域行政区分
イラワラ地域には、以下の5つの地方公共団体（Local Government Area）で構成される。
- シティ・オブ・ウロンゴン - 地域では最北部に位置するLGAで北はヘレンスバーグから南はイラワラ湖までを市域とする。
- シティ・オブ・シェルハーバー - ウロンゴンの南に隣接するLGA。北西のアルビオン・パーク・レール、西のマッコーリー・パス（en）から南のミナムラ川までを市域とする。
- ミュニシパリティ・オブ・キアマ - ミナムラ川の南岸で、シェルハーバーの南側に位置するLGA。
- シティ・オブ・ショールヘイヴン - 地域で最南端のLGAである。
- ウィンゲカリビー・シャイア

## 経済
地域の産業の中心は、農業、石炭の採掘、製鉄業である。
オーストラリア最大の鉄鋼メーカーであるブルースコープ・スチール（en）の製鉄所がポート・ケンブラにある。
ポート・ケンブラおよびウロンゴンは、この地域の工業の中心であったが、1990年代以降は、商業の比重も大きくなっている。

## 交通
イラワラ地域は、シドニーからは複数の公共交通機関が連結している。高速道路のサザン・フリーウェイとシティレールのサウス・コースト線である。また、西には高速道路のイラワラ・ハイウェイがつながると同時に、南には、プリンスズ・ハイウェイが延びる。アルビオン・パーク・レールには、イラワラ地域空港がある。

## 文化・名物

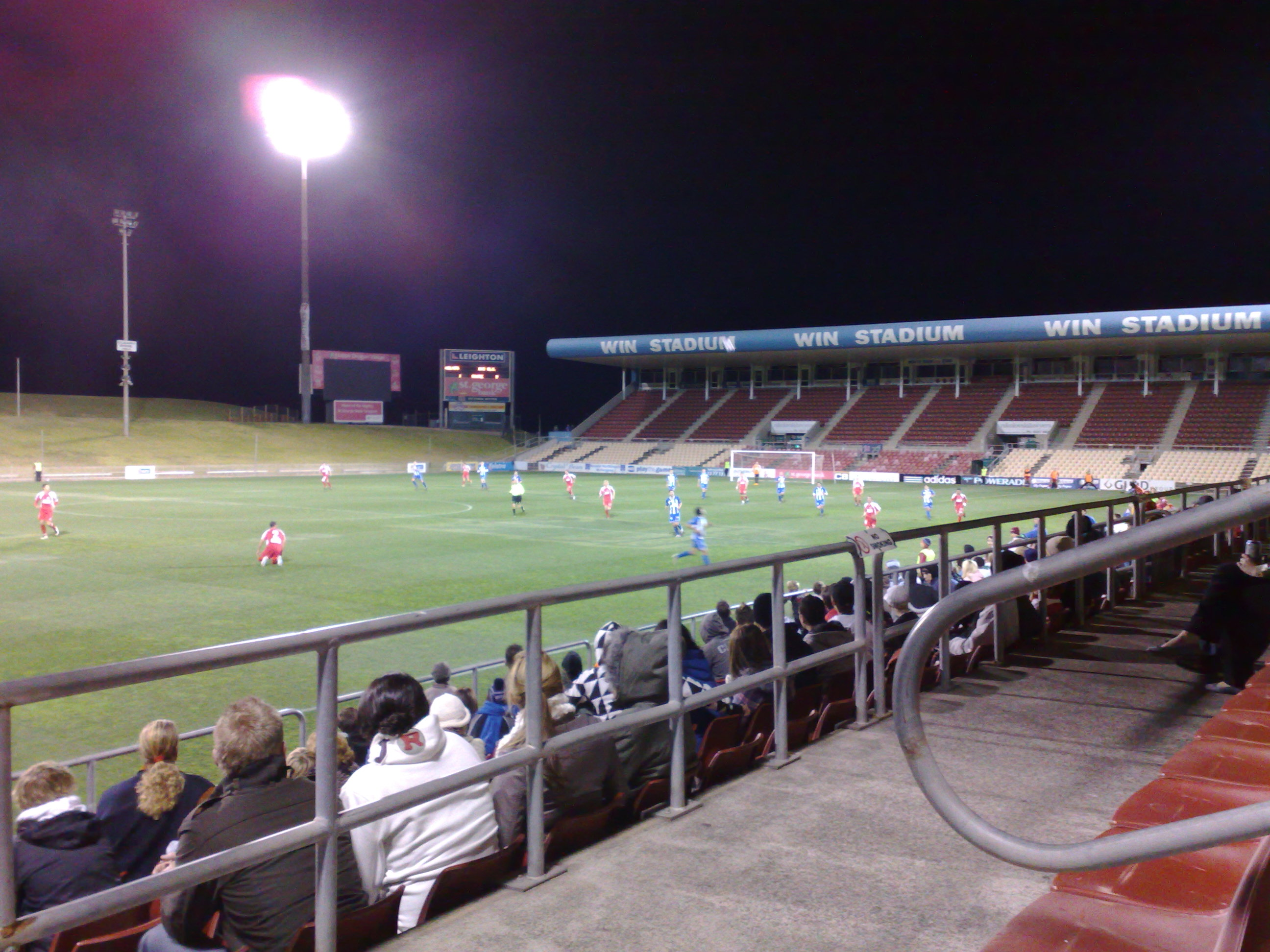
WINスタジアム

### スポーツ

#### バスケットボール
イラワラ・ホークスは、1979年にNBLが創設以降、この地域を代表するバスケットボールチームである。2001年シーズンには、タウンズヴィル・クロックスを破り、リーグチャンピオンになっている。

#### サッカー
ウロンゴン・ウルヴスはオーストラリアン・ナショナルサッカーリーグに参加しているサッカークラブであった。ウルヴスは、2004年のAリーグのセレクションに選出されず、ウロンゴンFCとして、ニューサウスウェールズ・プレミアリーグに参加することとなった。ウロンゴンFCは2008年に破綻し、ウロンゴン・コミュニティFCがこれを継承した。

#### ラグビー
イラワラ地域には、イラワラ・スティーラーズ（en）というラグビーリーグのチームがあったこともある。1980年に結成されたスティーラーズは、1998年に、セント・ジョージ・イラワラ・ドラゴンズとなった。WINスタジアム（en）をホームスタジアムとしている。